# Competitive Cyclist Racing Team
Competitive Cyclist Racing Team (código UCI: RCC) fue un equipo ciclista profesional de Estados Unidos de categoría continental.
Fue fundado para la temporada 2011 y la primera temporada fue patrocinado por la tienda de bicicletas en línea RealCyclist.com, con lo cual el equipo tomó su nombre.
Creado para competir principalmente en el calendario estadounidense, contrató como jefe de filas al español Francisco Mancebo, quién ha sido el ciclista que le brindó la mayor cantidad de triunfos en su primer año al equipo.
Mancebo logró victorias en la Readlands Bicycle Classic, Sea Otter Classic y el Tour de Gila, todas de categoría nacional y a nivel internacional, venció en el Tour de Beauce que se disputa en Canadá.
En la temporada 2012 el equipo siguió liderado por Mancebo y pasó a llamarse Competitive Cyclist Racing Team, aunque no se debió a un cambio de patrocinador ya que RealCyclist y Competitive Cyclist pertenecían a la misma empresa.
En 2013 el equipo se fusionó con el Kenda-5/Hour Energy (equipo también estadounidense de categoría continental), pasando solo 4 corredores a la nueva plantilla.

## Material ciclista
El equipo utiliza:
- Cuadro: Pinarello Dogma
- Ruedas: Reynolds
- Cubiertas: Vittoria
- Componentes: Sram
- Sillines: Selle San Marco
- Cascos: Catlike

## Equipación
| 2011 | 2012 |

## Clasificaciones UCI
En su dos participaciones en el UCI America Tour como equipo profesional, el equipo culminó 12º y 13º en las dos ediciones, siendo Mancebo su mejor ciclista en la clasificación individual.
| Temporada | Clasificación por equipos | Mejor corredor    | Posición |
| 2010-2011 | 12.º                      | Francisco Mancebo | 20.º     |
| 2011-2012 | 13.º                      | Francisco Mancebo | 13.º     |

## Palmarés
Para años anteriores, véase Palmarés del Competitive Cyclist

### Palmarés 2012
| Fechas        | Circuito                   | Carreras                        | Ganador           |
| 21 de febrero | UCI America Tour 2011-2012 | 1.ª etapa de Rutas de América   | Michael Olheiser  |
| 20 de marzo   | UCI America Tour 2011-2012 | 3.ª etapa de la Vuelta a México | Thomas Rabou      |
| 15 de abril   | UCI America Tour 2011-2012 | Tour de Battenkill              | Francisco Mancebo |
| 12 de junio   | UCI America Tour 2011-2012 | 1.ª etapa del Tour de Beauce    | Francisco Mancebo |

## Plantilla
Para años anteriores véase:Plantillas del Competitive Cyclist

### Plantilla 2012
| Corredor          | Nacimiento | Nacionalidad   | Equipo 2011          |
| Chad Beyer        | 15/08/1986 | Estados Unidos | BMC Racing Team      |
| Ian Burnett       | 09/12/1986 | Estados Unidos | RealCyclist.com      |
| César Grajales    | 06/05/1973 | Colombia       | RealCyclist.com      |
| Phil Grenfell     | 07/04/1989 | Australia      | Neoprofesional       |
| Cole House        | 05/02/1988 | Estados Unidos | RealCyclist.com      |
| Max Jenkins       | 05/12/1986 | Estados Unidos | UnitedHealthcare     |
| Nate King         | 03/07/1987 | Estados Unidos | Neoprofesional       |
| Francisco Mancebo | 09/03/1976 | España         | RealCyclist.com      |
| Tommy Nankervis   | 21/01/1983 | Australia      | RealCyclist.com      |
| Mike Olheiser     | 23/01/1975 | Estados Unidos | Neoprofesional       |
| Thomas Rabou      | 12/12/1983 | Países Bajos   | RealCyclist.com      |
| Taylor Sheldon    | 31/03/1987 | Estados Unidos | V Australia          |
| David Williams    | 19/12/1988 | Estados Unidos | Bissell Cycling Team |